# Trichopelma
Trichopelma is een geslacht van spinnen uit de familie vogelspinnen (Theraphosidae).

## Soorten
Het geslacht omvat de volgende soorten:
- Trichopelma affine (Simon, 1891)
- Trichopelma astutum (Simon, 1889)
- Trichopelma banksia Özdikmen & Demir, 2012
  - = Trichopelma cubanum (Banks, 1909) non (Simon, 1903)
- Trichopelma coenobita (Simon, 1889)
- Trichopelma corozali (Petrunkevitch, 1929)
- Trichopelma cubanum (Simon, 1903)
- Trichopelma eucubanum Özdikmen & Demir, 2012
  - = Trichopelma maculatum (Franganillo, 1930) non (Banks, 1906)
- Trichopelma flavicomum Simon, 1891
- Trichopelma illetabile Simon, 1888
- Trichopelma insulanum (Petrunkevitch, 1926)
- Trichopelma laselva Valerio, 1986
- Trichopelma maculatum (Banks, 1906)
- Trichopelma maddeni Esposito & Agnarsson, 2014
- Trichopelma nitidum Simon, 1888
- Trichopelma scopulatum (Fischel, 1927)
- Trichopelma spinosum (Franganillo, 1926)
- Trichopelma zebra (Petrunkevitch, 1925)